# 无事生非
《無事生非》（英語：Much Ado About Nothing）是莎士比亞創作的喜劇，在1600年首次出版。據推測它是在1598-1599年間首演。它與現代浪漫喜劇風格上有很多相同之處，至今仍是最受歡迎的莎士比亞劇作之一。
此劇首五幕圍繞兩對情人來發展。儘管Claudio和Hero的感情線才是主線，許多戲劇性來自另一對Benedick和Beatrice他們的愛恨交織 和機智對答發展。

## 場景
《無事生非》發生在西西里島上海濱城市 墨西拿。雖然當時它被西班牙統治，但明顯角色身上反映義大利影響。劇情主要Leonato家中進行，雖然有數場在市內發生。

## 劇中人物
- 唐·彼德罗（Don Pedro）： 阿拉贡王子
- 本尼狄克（Benedick）： 帕多瓦的貴族，唐·彼德罗的隨從
- 克勞迪奧（Claudio）： 佛羅倫斯的貴族，唐·彼德罗的隨從
- 鮑爾薩澤（Balthasar）： 唐·彼德罗的僕人，歌手
- 唐·约翰（Don John）： 唐·彼德罗的私生子兄弟
- 波拉契奧（Borachio）： 唐·约翰的随从
- 康拉德（Conrad）： 唐·约翰的随从
- 里奧納托（Leonato）：墨西拿地方長官
- 希洛（Hero）： 里奧納托的女兒
- 安东尼奥（Antonio）：老人，里奧納托的兄弟
- 貝特麗絲（Beatrice）： 里奧納托的姪女
- 玛格丽特（Margaret）：希洛的侍女
- 歐蘇拉（Ursula）：希洛的侍女
- 法蘭西斯（Friar Francis）：神父
- 道格培里（Dogberry）：警吏
- 弗吉斯（Verges）：警佐
- 使者、巡丁、侍從等

### 主要角色簡介

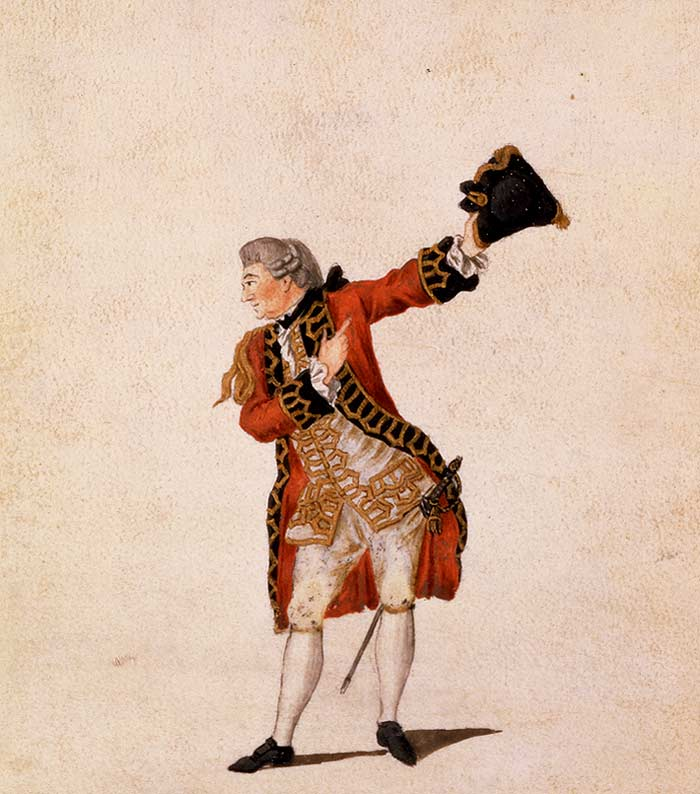
本尼狄克

- 本尼狄克（Benedick）: 本尼狄克既是個英俊聰明的朝臣，亦是克勞迪奧和唐·彼德罗好友. 他很受女性歡迎，但聲稱不會笨到去愛一個，除非遇到個完美的才會結婚。他似乎享受和貝特麗絲針鋒相對，雖然貝特麗絲能成功傷了他的尊嚴。本尼狄克培養了小心人格不想壞自己名聲。
- 貝特麗絲（Beatrice）: 可愛又聰明，貝特麗絲享受挑釁男人，尤其是本尼狄克, 並表示她永不嫁人。她表示她這種態度只是玩玩而已，而特別不期望希洛和里奧納托覺得她潑辣。貝特麗絲和希洛特別親近，就像姐妹一樣，會不惜一切保護希洛, 正如當克勞迪奧使希洛名譽受損時她要本尼狄克殺了他。
- 克勞迪奧（Claudio）: 一個年輕初拔頭籌的戰士。他是唐·彼德罗左右手和本尼狄克朋友。克勞迪奧很容易信任任何人包括唐·彼德罗的話。

## 情節

### 概要
從戰場得勝歸來的佩德羅王子一行，回程經過小鎮墨西拿，一行人受到了領主李奧納多的熱情接待。
在那裡，王子的好友兼下屬克羅迪歐與領主的女兒希羅一見鍾情。王子見狀，想為陷入情網的克羅迪歐和希羅舉行婚禮。
而王子另一位親信，班納蒂克與希羅的表姐碧翠絲水火不容，見了面總是免不了唇槍舌劍。慶祝晚會上兩人又互相譏諷起來，不歡而散。大家都認為他們是天生的死對頭，但王子卻認為兩人是天生一對，還計劃要將兩人湊在一起。為了打發婚禮前的無聊，眾人紛紛行動起來。
一片歡騰中，王子的弟弟約翰卻失落異常。約翰因為功勞被克羅迪歐搶去而懷恨在心，決定要破壞他這場姻緣。於是一個破壞婚禮的陰謀也悄悄展開了。
在王子的安排下，眾人設法讓班納蒂克和碧翠絲相信他們互相愛著對方，得知消息後的兩人，如同王子所說的墜入愛河。但拉不下臉的兩人依舊不肯互表愛意。
婚禮前夕，在約翰安排下，王子和克羅迪歐「碰巧」發現希羅與約翰的手下私通。憤怒的克羅迪歐在婚禮上大罵希羅並轉身就走。突如其來的變故讓希羅暈倒，李奧納多在誤會下氣憤到想手刃女兒。眾人攔下李奧納多後，表示希羅一定遭人陷害。這時牧師心生一計，要希羅詐死好讓陷害他的人放鬆警惕，也讓冤枉希羅的克羅迪歐嘗嘗後悔的滋味。眾人同意。但這時已對老冤家有好感的碧翠絲卻要求班納蒂克去殺了毀了表妹清白的克羅迪歐，班納蒂克告訴她此刻絕不能衝動行事。
陰謀得逞，但約翰的手下酒後不經意吐露了實情，正巧被哨兵聽到，於是他們被捕並送到司事處審訊。兩人對陰謀供認不諱，與此同時也得到消息，王弟約翰已經逃離了墨西拿。
真相很快被眾人所知，克羅迪歐十分後悔自己犯下的大錯，他對李奧納多表示他願意承擔一切責任。李奧納多表示，克羅迪歐要想彌補他的罪，就要娶李奧納多弟弟的女兒(實為詐死的希羅)，克羅迪歐表示同意。於是兩位年輕戀人舉行了第二次婚禮，克羅迪歐發現原來新娘是詐死的希羅後激動的抱住愛人。
眾人歡快的準備慶祝，這時，站在一旁的班納蒂克突然開口要碧翠絲出來當著眾人的面說出她對自己的愛。但是，虛榮心作怪的碧翠絲否認曾愛過班納蒂克，並反要求班納蒂克對她示愛。見二人再次陷入僵局，克羅迪歐和希羅上前交給兩人他們兩人沒有發給對方的情書，兩人誤會冰釋後互相擁吻。
眾人慶祝雙喜臨門，陰險的王弟約翰也受到了應有的懲罰。結局可謂皆大歡喜。

## 著名演出

### 電影
- 1993年，《抱得有情郎》，由簡尼夫·班納執導及飾演Benedick，其餘演員有：基努·里维斯、愛瑪·湯普森、丹泽尔·华盛顿及凱特·貝琴薩等。
- 2023年，《愛愛愛上你》，由席德妮·史威尼以及格倫·鮑威爾主演。

## 外部連結
- Much ado about Nothing （页面存档备份，存于） - plaintext file from Project Gutenberg
- Much ado about Nothing （页面存档备份，存于） - HTML version of this title.
- Full text version.
- The IMDb entry on the Branagh movie version （页面存档备份，存于）
- Much Ado About Nothing A modern re-telling in Flash comic format provided by the Stratford Festival of Canada